# 案山萬善廟
案山萬善廟，俗稱北鼓，台灣澎湖縣廟宇，位於馬公市案山里，主祀萬善爺，屬於孤魂信仰的有應廟。

## 沿革
案山萬善廟建於案山聚落北側的「牛頭山」東南方二十公尺處，而牛頭山則搭建「平安寶塔」，分別位於案山北極殿左右前方，具有避邪鎮煞之風水效用；又早期案山居民稱平安寶塔作「南鐘」、案山萬善廟為「北鼓」，肇因萬善廟建於一稱作「北鼓」的小土丘上。「南鐘北鼓」因位置鄰近海灣、扼守航道，大有保衛漁船夜間平安進出港口的功效。由於案山里幾經日本海軍填土連結「測天島」，建造海軍軍港、後有興建馬公第三漁港和案山漁港等情事，地貌在20世紀已有大幅度的改變。
現今案山萬善廟所在地點，因填海造港之故，較早期遠離海濱許多，而萬善廟盤據「牛頭山」土丘而被稱作「北鼓」的俗名，則因國民政府實施農地重劃政策，「牛頭山」已被剷平，亦難以遙想往昔案山萬善廟與地形相關的命名淵源。
案山萬善廟相傳建於日治時期昭和七年（1932年），後於民國48年（1959年）重建。民國90年（2001年）間，案山萬善廟舉行第二次重建，由值年鄉佬等奔走、籌措經費，並得案山北極殿的鸞堂－「至善社友愛堂」的合作，也獲得原地主高啟保的廟宇使用同意，於同年4月24日進行公開招標，重建工程由朝國營造廠得標、洪俊瑋承建，在5月6日動工，順利於民國91年（2002年）五月落成，總計斥資新台幣394萬7444元整。

## 軼聞
信眾咸信萬善廟的主神「廟小神靈」，相傳曾有一名叫做張忠虎的高雄人士，退伍之後前來澎湖旅遊時，便在萬善廟中許願，祈求萬善爺保佑其事業順利、創業成功，事成必定返澎叩謝神恩。張忠虎返回台灣，此去經年，果真事業有成，卻不慎忘記返回案山萬善廟還願的諾言，直到某日作夢夢見一位黑面神尊才驚醒，憶及往事，隔日立刻返回澎湖，並向澎湖的法師蔡德榮請教，始知夢中出現的神明為「萬善爺公」，便捐出新台幣十萬餘元，今案山萬善殿旁之金爐，傳為張忠虎先生所捐。

## 圖輯

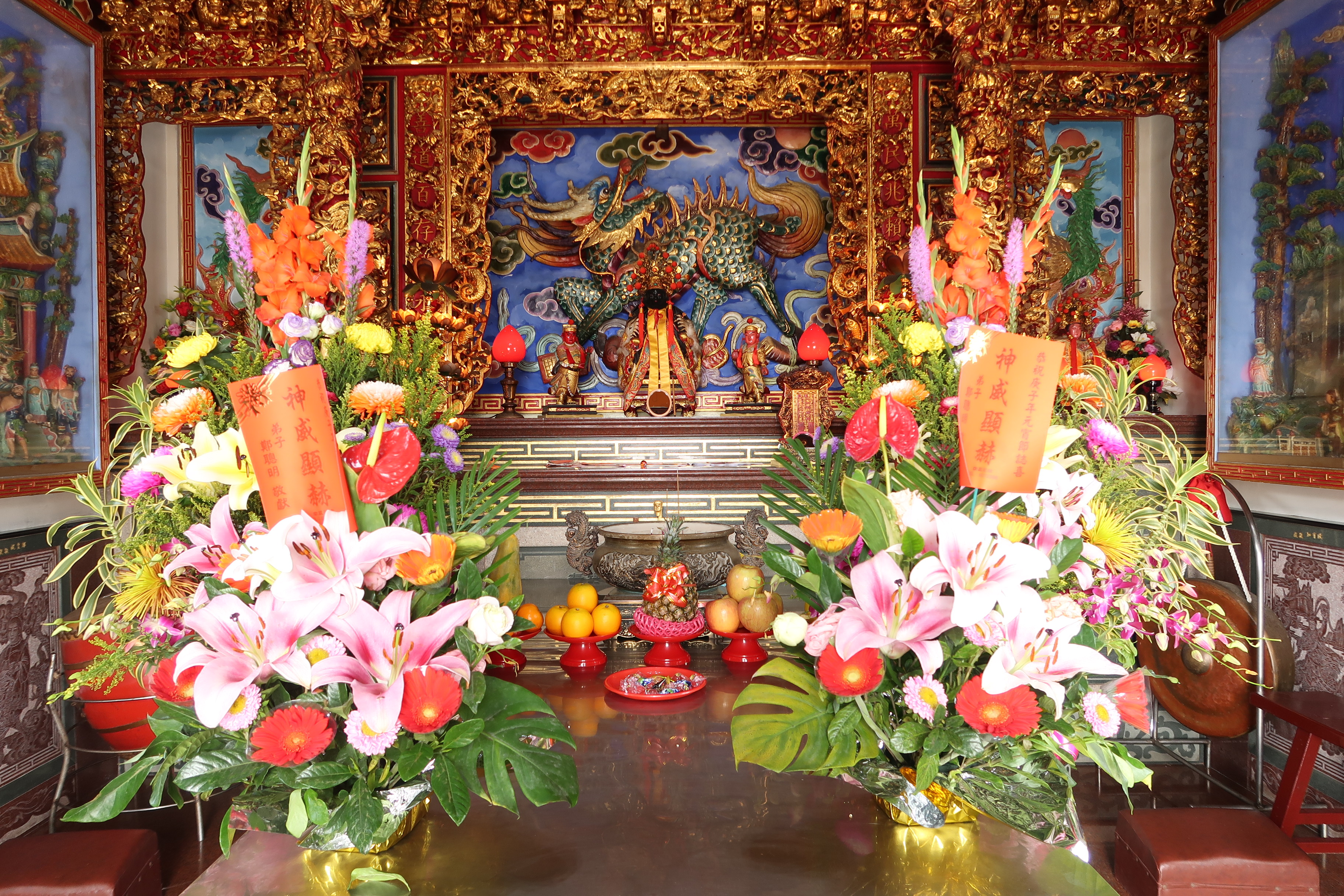
萬善爺像
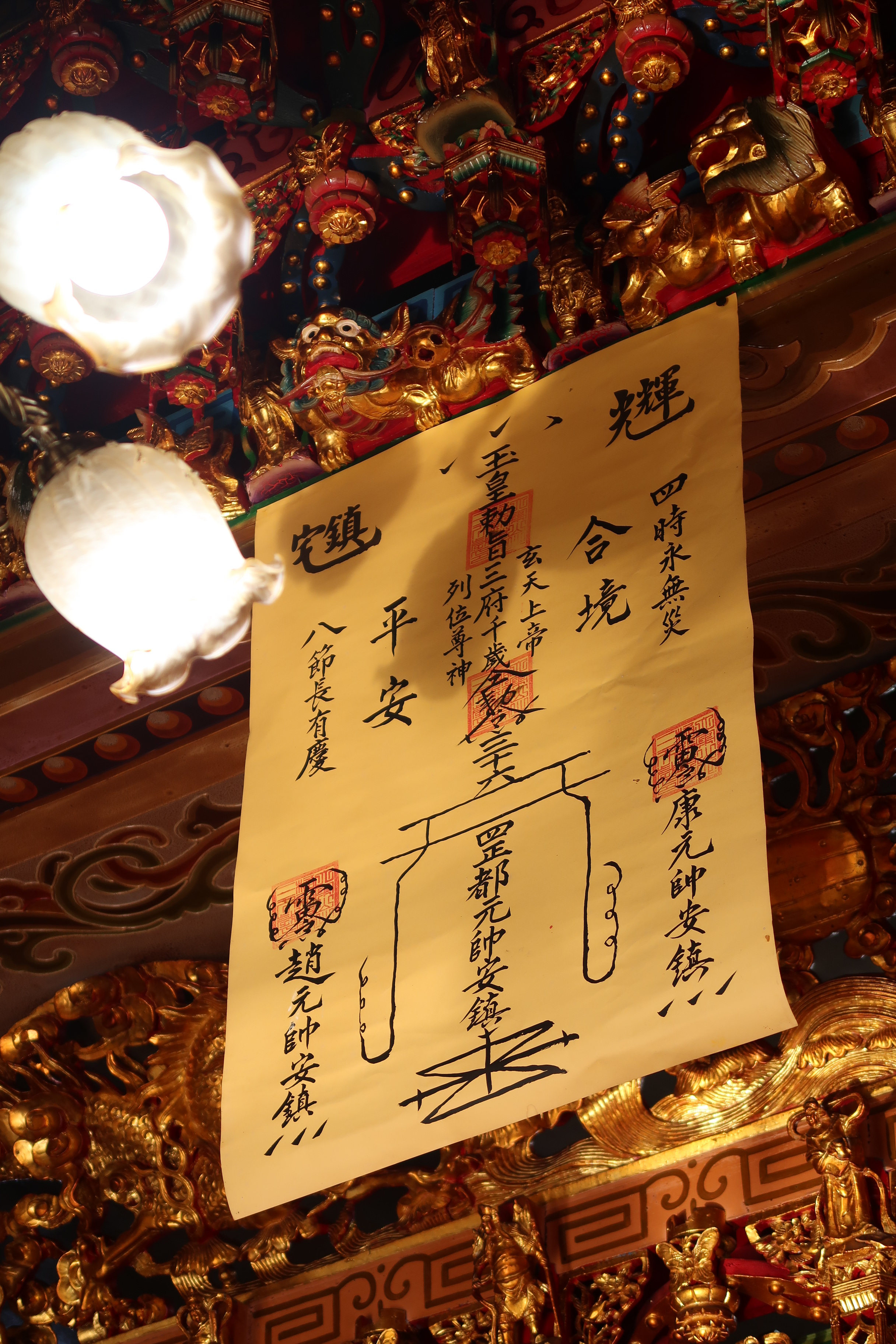
大符雷令
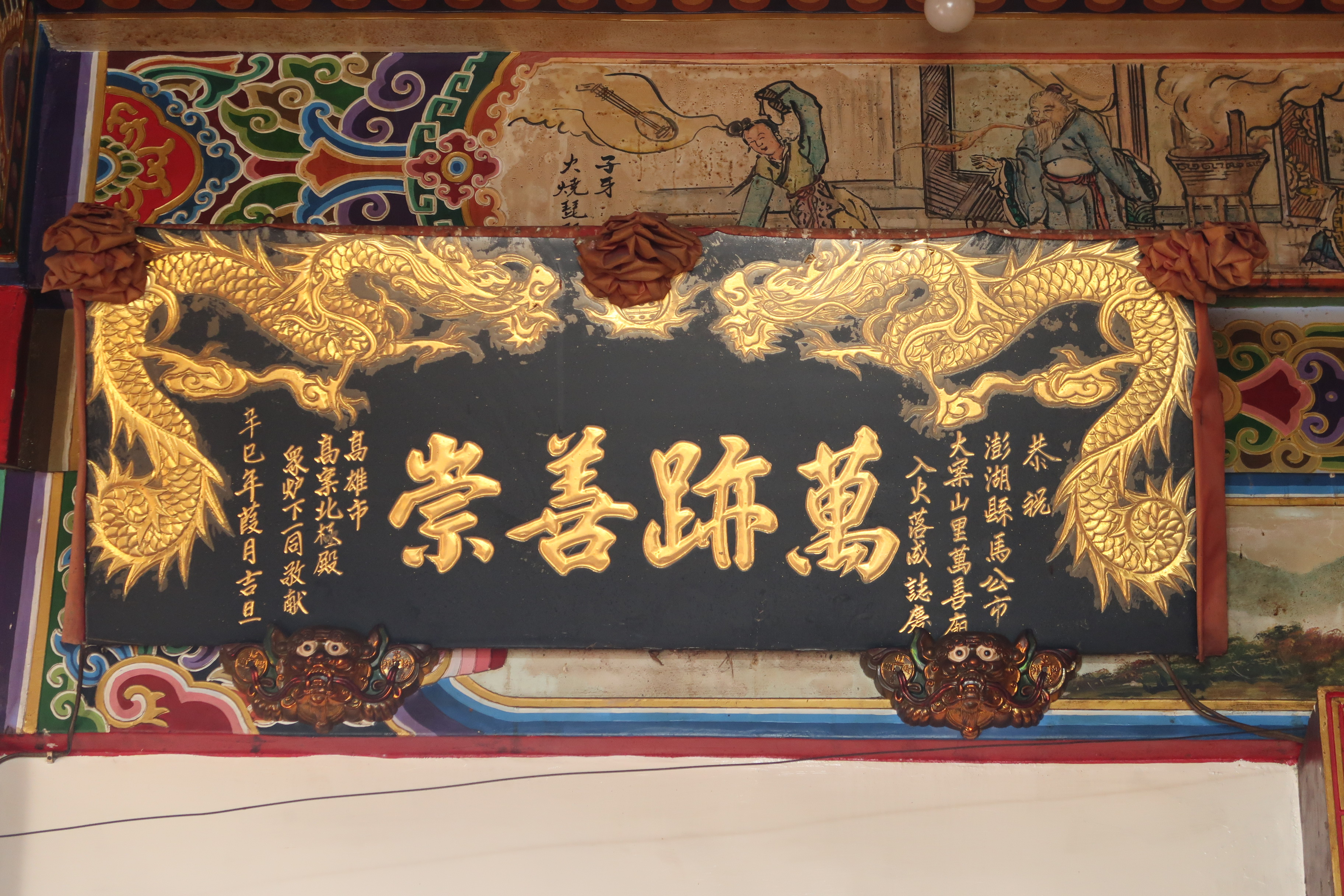
萬跡善崇匾
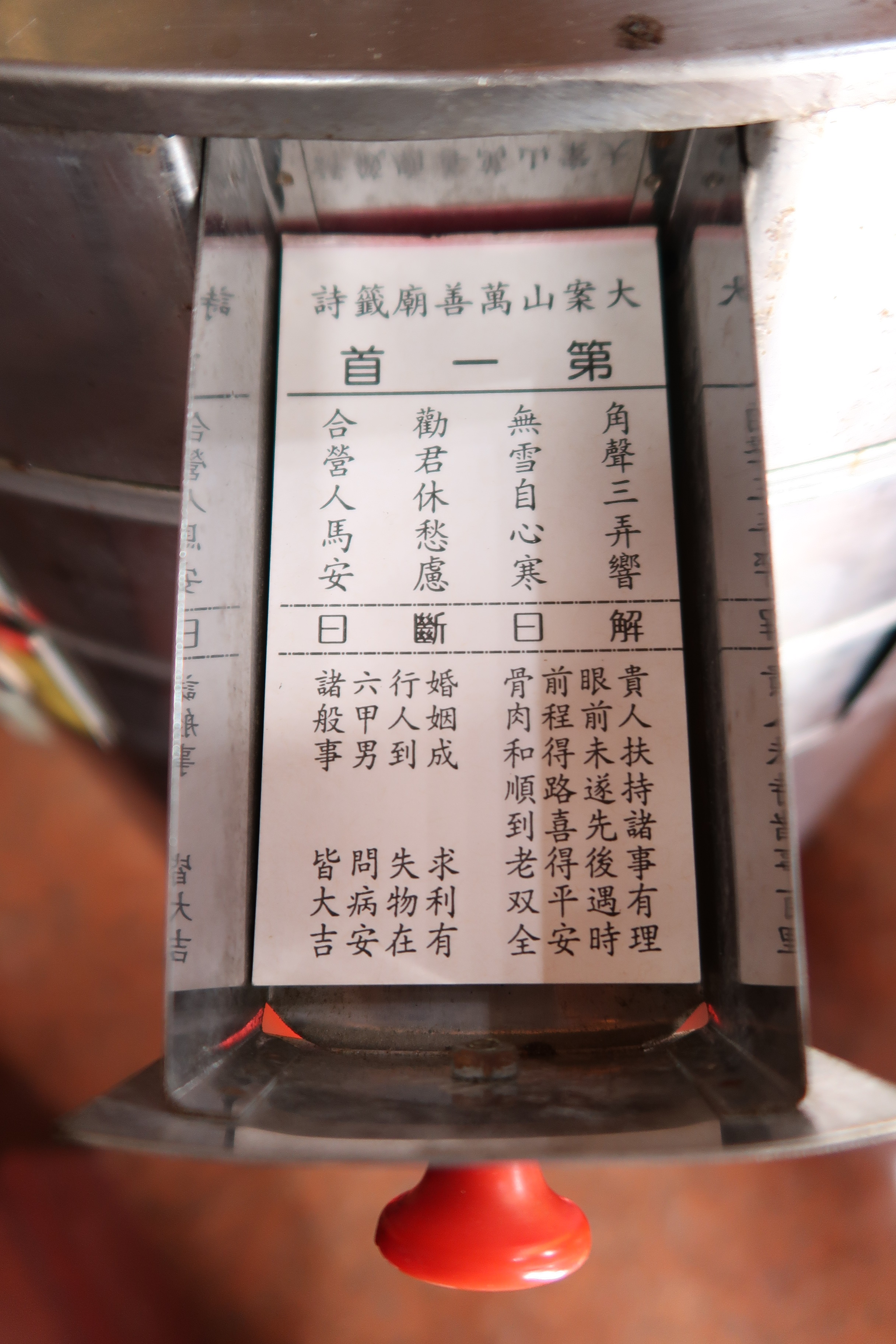
廿八星宿靈籤
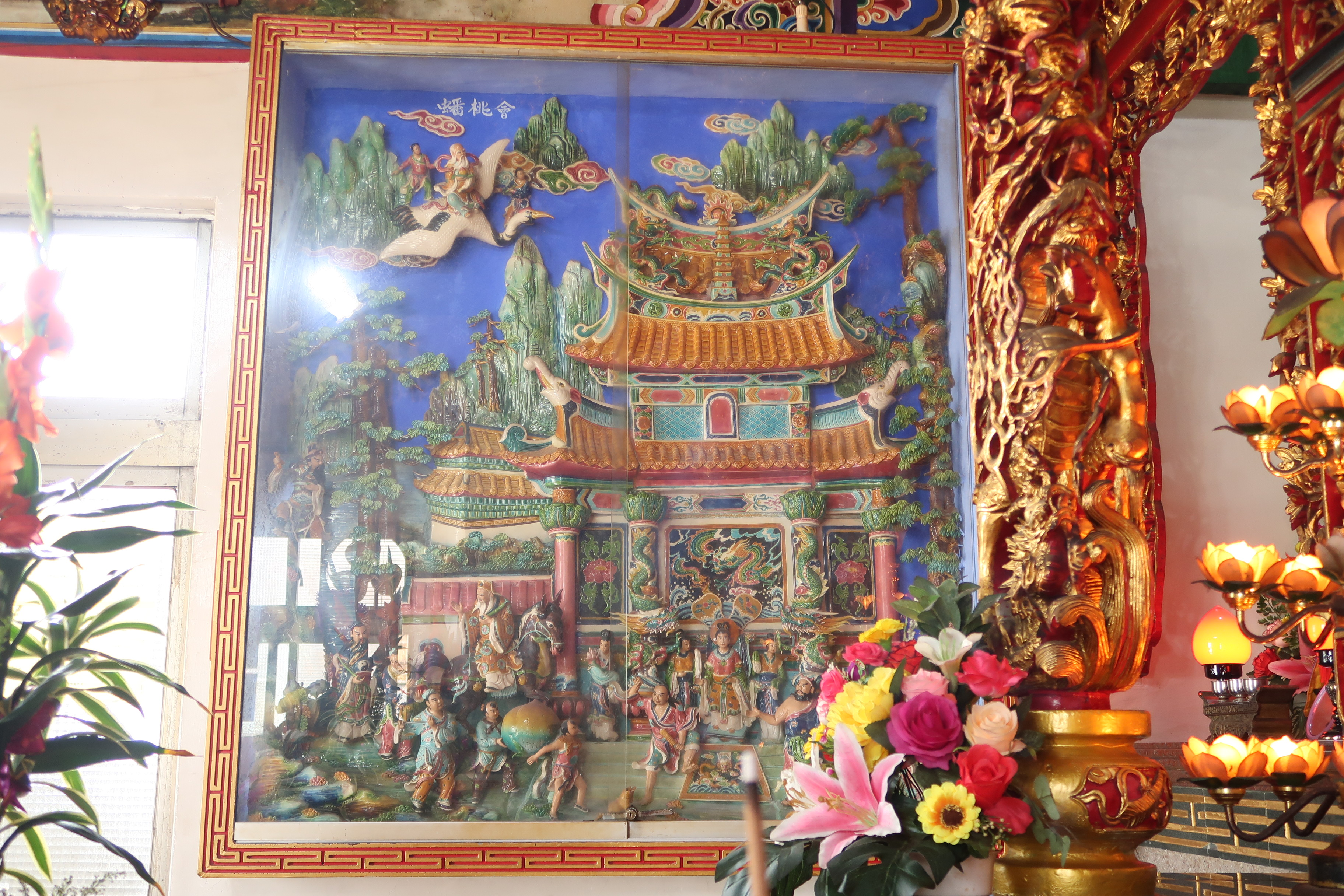
蟠桃會浮雕
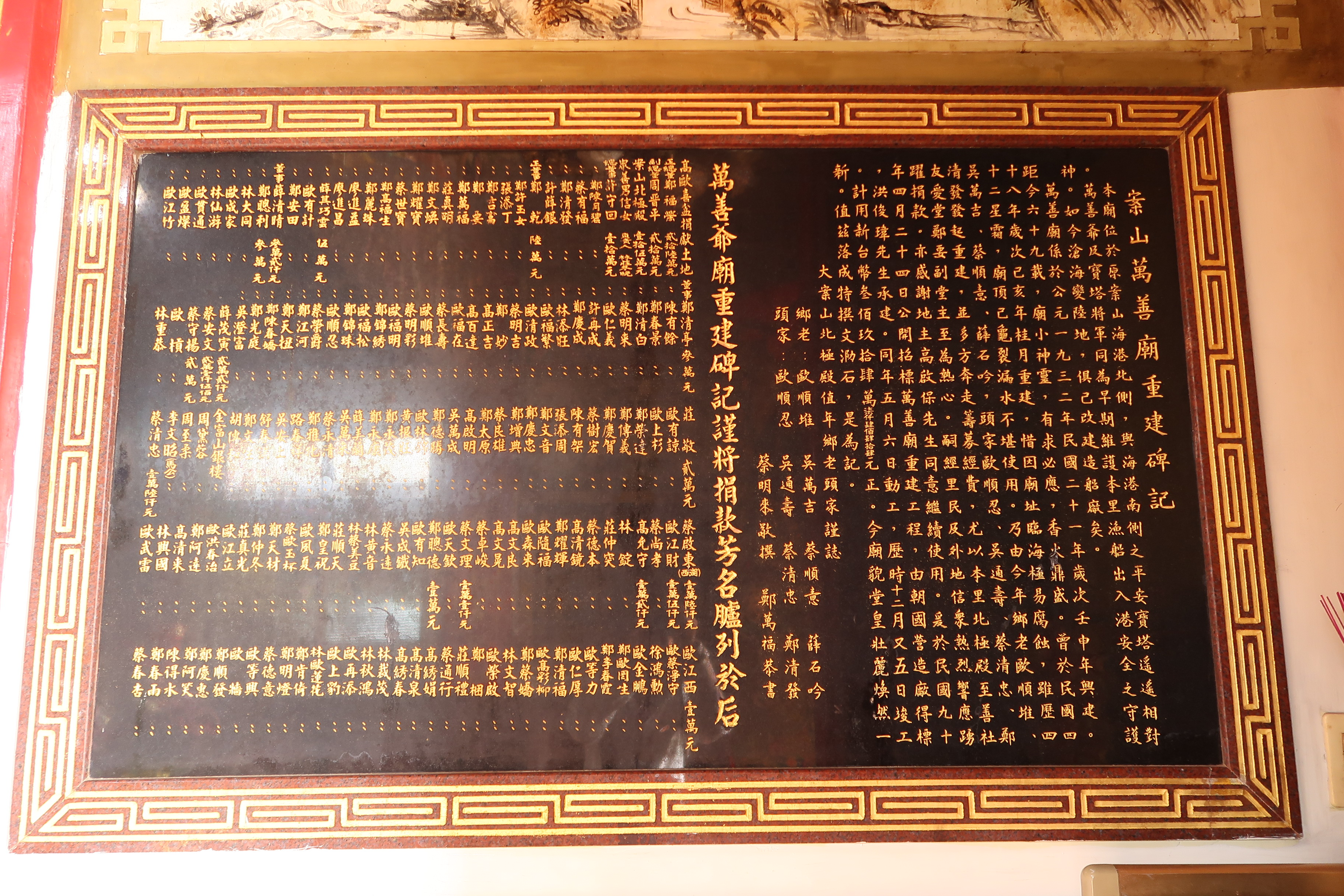
碑文沿革